# IC 2404
IC 2404 ist eine Elliptische Galaxie mit aktivem Galaxienkern vom Hubble-Typ S0 im Sternbild Krebs auf der Ekliptik. Sie ist schätzungsweise 356 Millionen Lichtjahre von der Milchstraße entfernt und hat einen Durchmesser von etwa 40.000 Lj.
Das Objekt wurde am 2. März 1896 von Stéphane Javelle entdeckt.